# I Might Be Wrong - Live Recordings
I Might Be Wrong - Live Recordings è un EP della band inglese Radiohead.

## Il disco
L'incisione raccoglie 8 pezzi live, tra i quali la romantica True Love Waits, all'epoca inedita su album e mai registrata in studio (ne esisteranno infatti solo versioni registrate dal vivo fino al 2016, all'uscita dell'album A Moon Shaped Pool), tratti dai concerti di Oxford, Berlino, Oslo, e Vaison La Romaine tenutisi nel 2000 e 2001. L'EP è stato pubblicato nel 2001 riscuotendo un discreto successo in UK, USA e Italia.

## Tracce
1. The National Anthem
2. I Might Be Wrong
3. Morning Bell
4. Like Spinning Plates
5. Idioteque
6. Everything In Its Right Place
7. Dollars & Cents
8. True Love Waits